# Высокие Поляны
Высокие Поляны — село в Пителинском районе Рязанской области. Входит в состав Ермо-Николаевского сельского поселения.

## География
Село Высокие Поляны расположено в правобережье Оки. Через село протекает река Мурка, южнее села протекает река Мотка (приток Пёта). К северу от села находится деревня Лукино, к югу — село Ермо-Николаевка.

## Из истории храмов с. Высокие Поляны

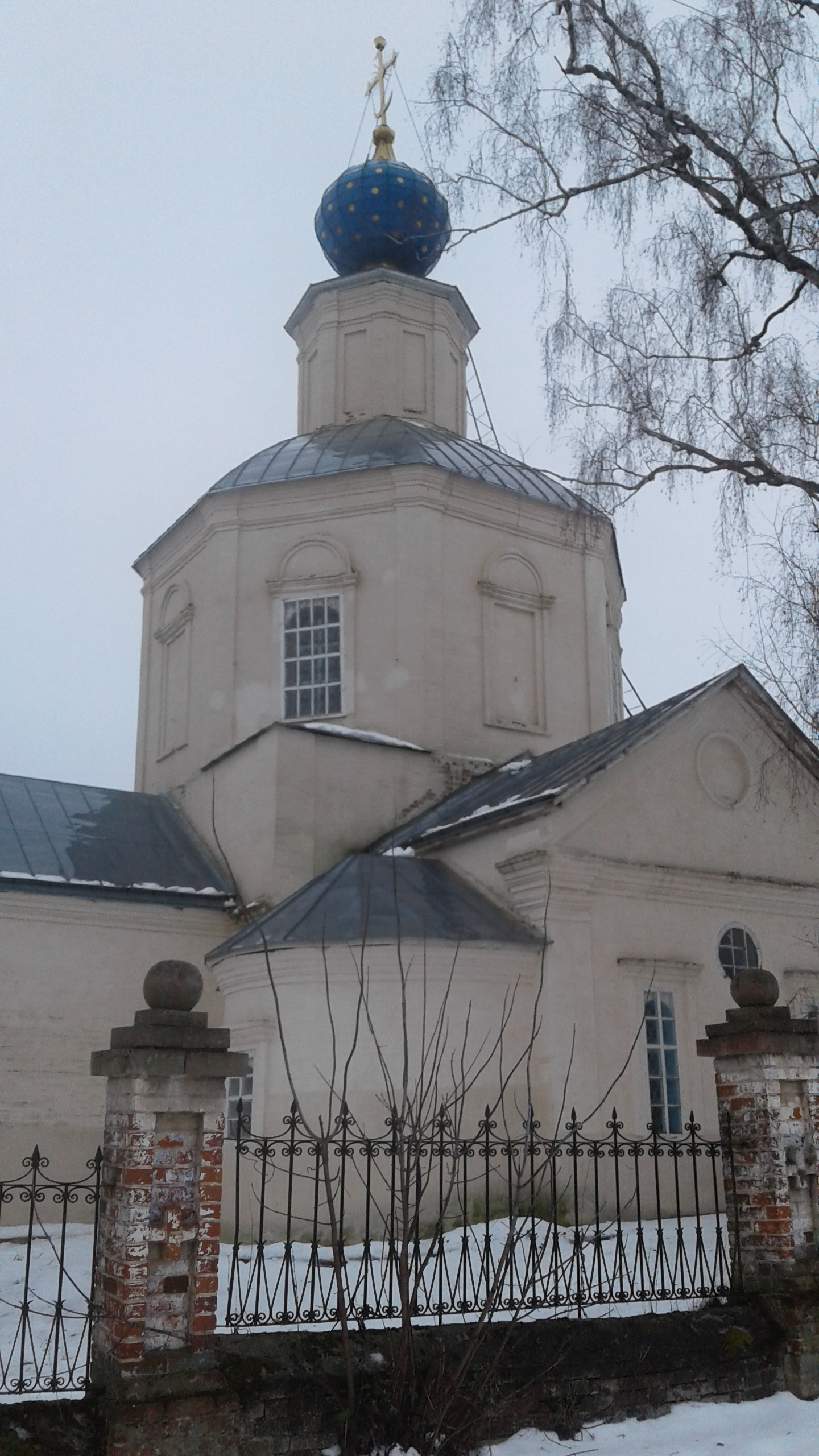
Храм иконы Смоленской Божией Матери (с. Высокие Поляны, Пителинский район Рязанской области).

В 1828 году в Высоких Полянах была построена каменная церковь Смоленской иконы Божией Матери. Прежде в селе действовал храм, основанный ещё в XVII веке. В 1940 году церковь была закрыта.
До закрытия церкви в XX веке на селе сохранялся обычай «ношения икон по обету». По воспоминаниям одного из старожилов, «на Пасху в их селе брали икону Смоленской Божией Матери и носили её „в очередь, кто давал обещание по болезни“. Великим постом приходили к батюшке, заранее записывались».

## Усадьба Высокие Поляны
На рубеже XVII-XVIII века вотчина братьев стольника Д.И. Вельяминова-Зернова и стряпчего И.А. Вельяминова-Зернова-Меньшова, женатого на У.А. Бутурлиной. Далее принадлежала их наследникам участнику Азовского похода 1696 года стольнику И.Д. Вельяминову-Зернову, стольнику И.И. Вельяминову-Зернову и его сестре М.И. Вельяминовой-Зерновой, вышедшей замуж за стольника князя М.И. Несвицкого (ум. до 1737). Во второй половине XVIII века, по родству, усадьбой владел участник дворцового переворота 1762 года действительный статский советник, камергер и кавалер князь И.В. Несвицкий (1740-1806) с женой княгиней А.И. Несвицкой (ум. после 1822), затем их внуки.
Еще одна усадьба в селе в середине XIX века принадлежала полковнику Д.А. Крашенинникову (ум. 1882) и далее его сыну А.Д. Крашенинникову (1869-1892).
Сохранилась действующая церковь Смоленской иконы Божий матери 1727 года в нарышкинском стиле, построенная вместо прежней деревянной, с трапезной и колокольней 1827 года. Надгробие Крашенинниковых, здание церковно-приходской школы 1900 года.
Супругам И.В. и А.И. Несвицким принадлежали усадьбы: Нижний Якимец, Половнево, Ромоданово.  

## Галерея

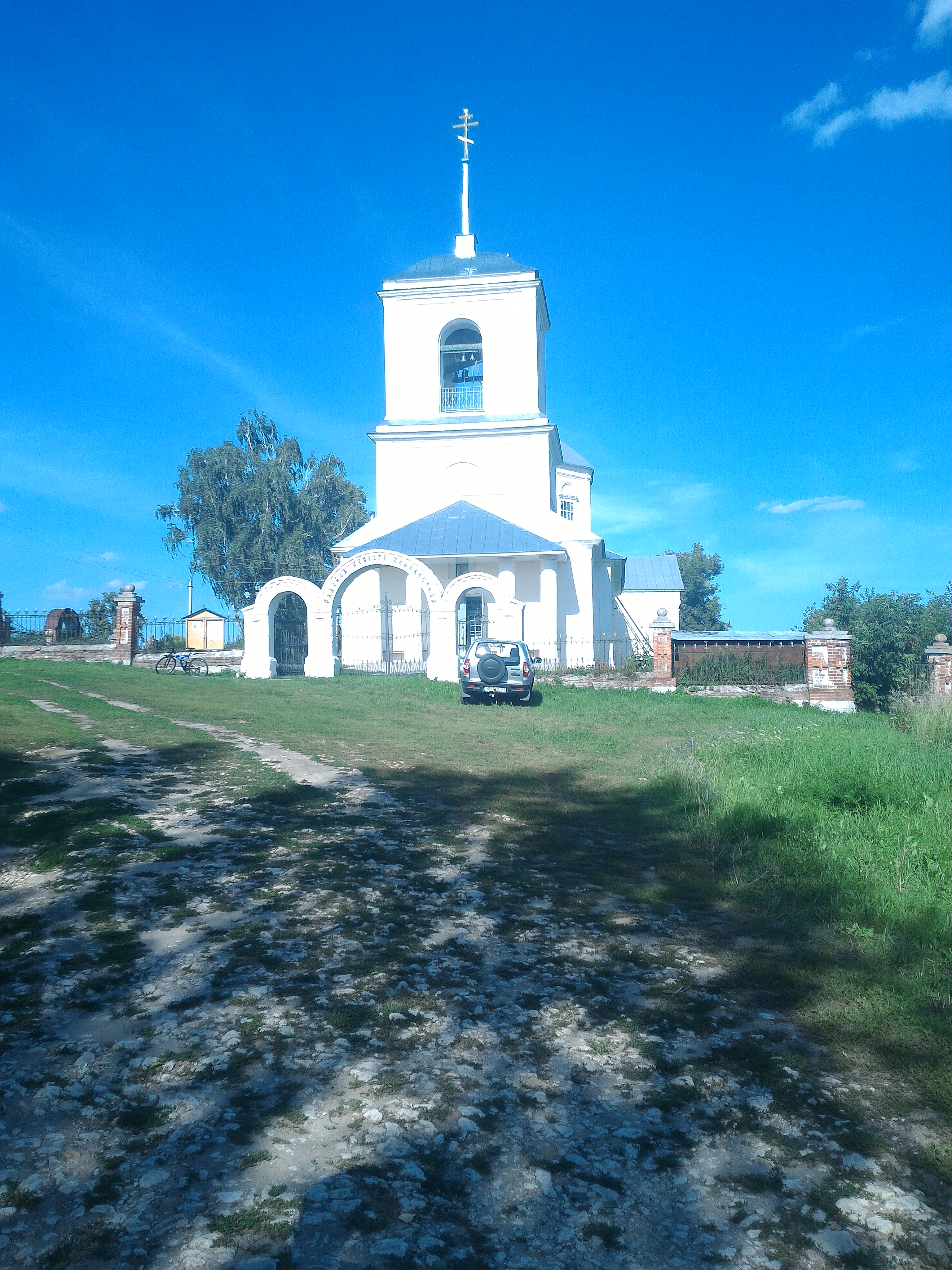
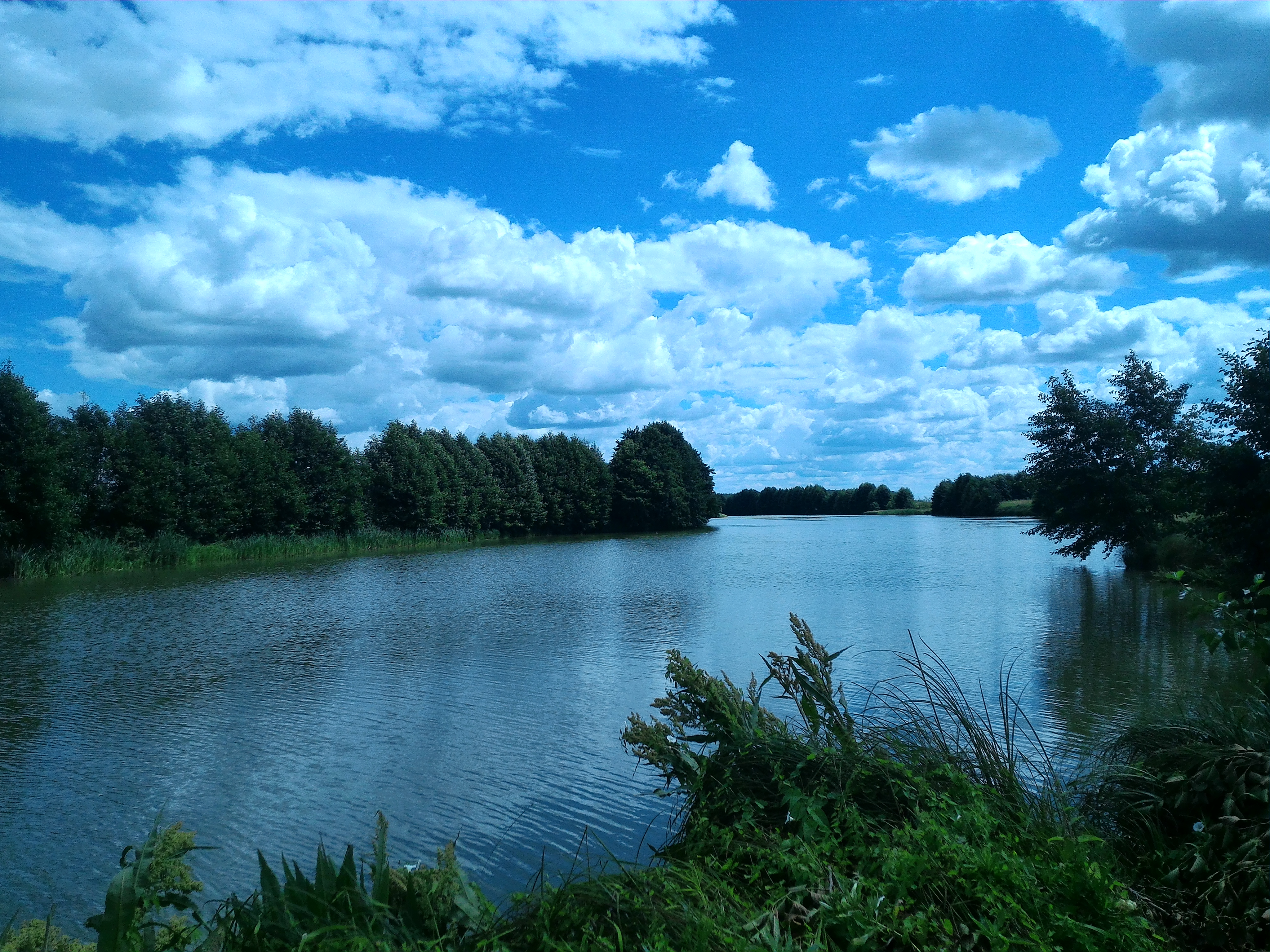
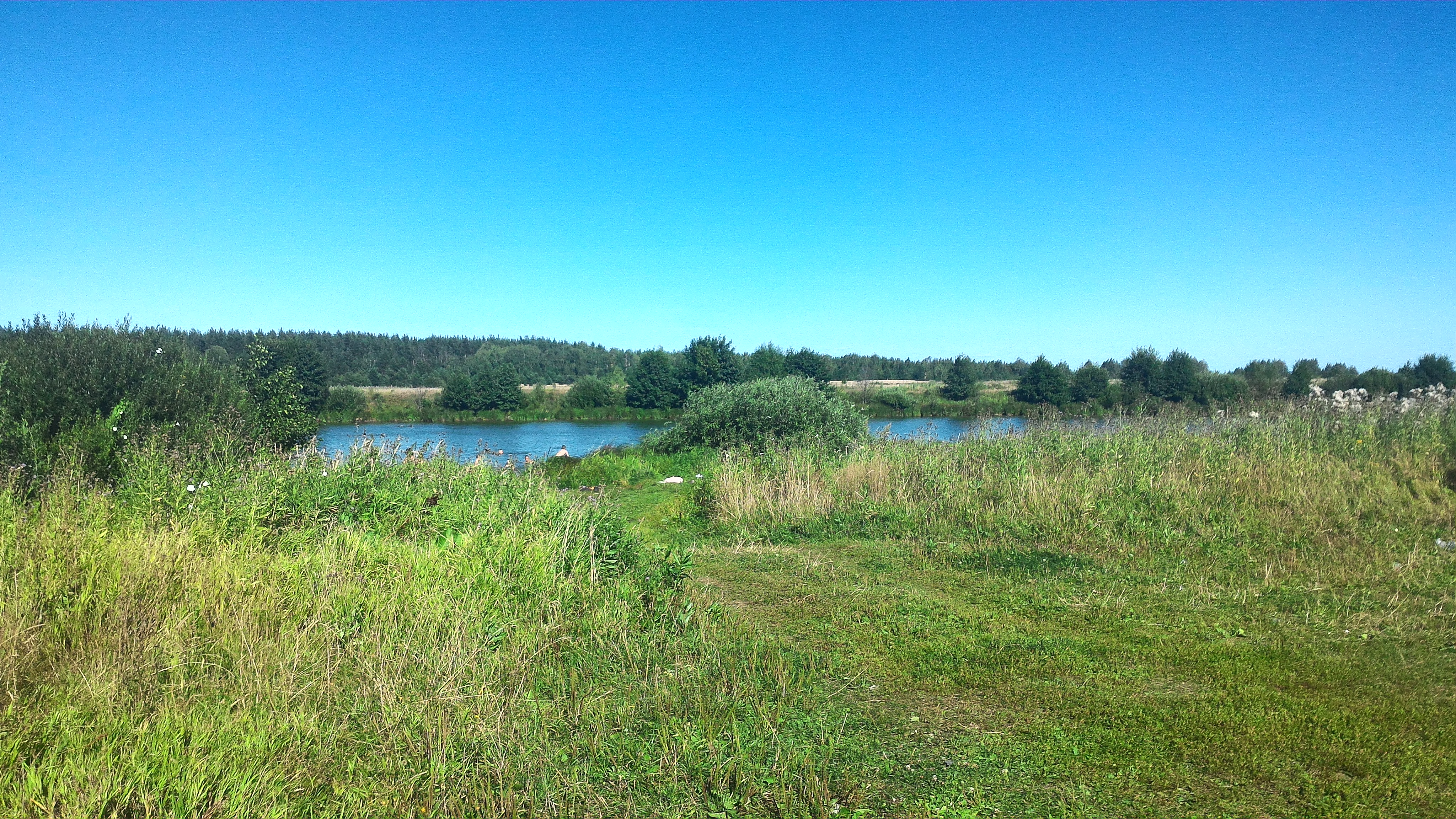

## Население
| 2010 |
| ---- |
| 192  |